# (16112) Vitaris
(16112) Vitaris (1999 XK13) – planetoida z grupy pasa głównego asteroid okrążająca Słońce w ciągu 3,66 lat w średniej odległości 2,37 j.a. Odkryta 5 grudnia 1999 roku.